# الکسی سوئیتین
آلکسی استپانویچ سوئتین (روسی: Алексей Степанович Суэтин؛ ۱۶ نوامبر ۱۹۲۶ در کروپیونیسکی - ۱۰ سپتامبر ۲۰۰۱ در مسکو) از بزرگترین استادان شطرنج روسی بود.

## زندگی‌نامه
آلکسی استپانویچ سوئیتین مهندس مکانیک در سال ۱۹۶۱ استاد بین‌المللی شطرنج و در سال ۱۹۶۵ استادبزرگ شطرنج بوده‌است. فلسفه شطرنج او همواره اینگونه بوده‌است که «تسلط کافی نیست؛ شما باید جرأت داشته باشید، خطرات را کنترل کنید». این عاملی بود که او را به یک بازیکن سخت و رقابتی تبدیل کرد و به نظر می‌رسد او سهم منصفانه‌ای از موفقیت را به دست آورده.
اولین موفقیت بزرگ او در سال ۱۹۵۵ به دست آمد او در این زمان به عنوان عضو تیم اتحاد جماهیر شوروی در مسابقات قهرمانی دانشجویان جهان شرکت کرد و مدال طلای فردی و تیمی را به دست آورد.
او به عنوان یک بازیکن فعال در مسابقات دهه‌های ۱۹۶۰ و ۱۹۷۰ نتایج خوبی را کسب کرد، از جمله برنده شدن در سارایوو ۱۹۶۵، کپنهاگ ۱۹۶۵، اوژیتسه ۱۹۶۶، هاستینگز ۱۹۶۷/۶۸، هاوانا ۱۹۶۹، آلبنا ۱۹۷۰، کچکه‌مت ۱۹۷۲، برنو ۱۹۷۵، لوبلین ۱۹۷۶، و دوبنا ۱۹۷۹. مقام سوم در دبرسن ۱۹۶۱، برلین (یادبود لاسکار) ۱۹۶۸.
سوئیتین در هفتم مسابقات قهرمانی اتحاد جماهیر شوروی از ۱۹۵۸ تا ۱۹۶۶ شرکت کرد و بهترین بازی خود را در سال ۱۹۶۳ در ۴ و ۶ سال (پشت استین، اسپاسکی و خلمف) و ۴ تا ۶ در سال ۱۹۶۵ (پشت استین، پولوگاوفسکی و تایمانف) انجام داد.
تا سال ۱۹۷۱ او به عنوان دومین مربی تیگران پتروسیان برای بسیاری از مهمترین مسابقات، از جمله قهرمانی جهان در سال ۱۹۶۳، کمک کرد. او سالها مربی ارشد مسکو بود استعدادهای جدید امیدوار کننده‌ای از جمله واسیلی ایوانچوک و آندره سوکولوف را کشف کرد. او سیگاری بود و با تنظیم دستورالعمل FIDE 1990 که ممنوعیت سیگار کشیدن در سالن‌های مسابقات را داشت، به مشکل برخورد.
او در سال ۱۹۹۶ برنده مسابقات قهرمانی جهان شد.
او بسیاری از کتابهای شطرنج را نوشته‌است از جمله: تئوری افتتاحیه مدرن شطرنج، سه گام برای تسلط بر شطرنج، مانند یک استاد بزرگ، رویکرد معاصر به بازی میانه، دفاع فرانسوی.
آلکسی سوئیتین با خانم Kira Zvorykina ازدواج کرد که حاصل آن یک پسر به نام الکساندر بود که در سال ۱۹۵۱ متولد شد. آنها در چندین سال در بلاروس زندگی کردند و اغلب در مسابقات قهرمانی ملی رقابت کردند. سوئیتین شش بار برنده این رویداد شد
او پس از بازگشت به خانه از مسابقات قهرمانی روسیه، در سن ۷۴ سالگی از حمله قلبی درگذشت.